# Tienda de antigüedades

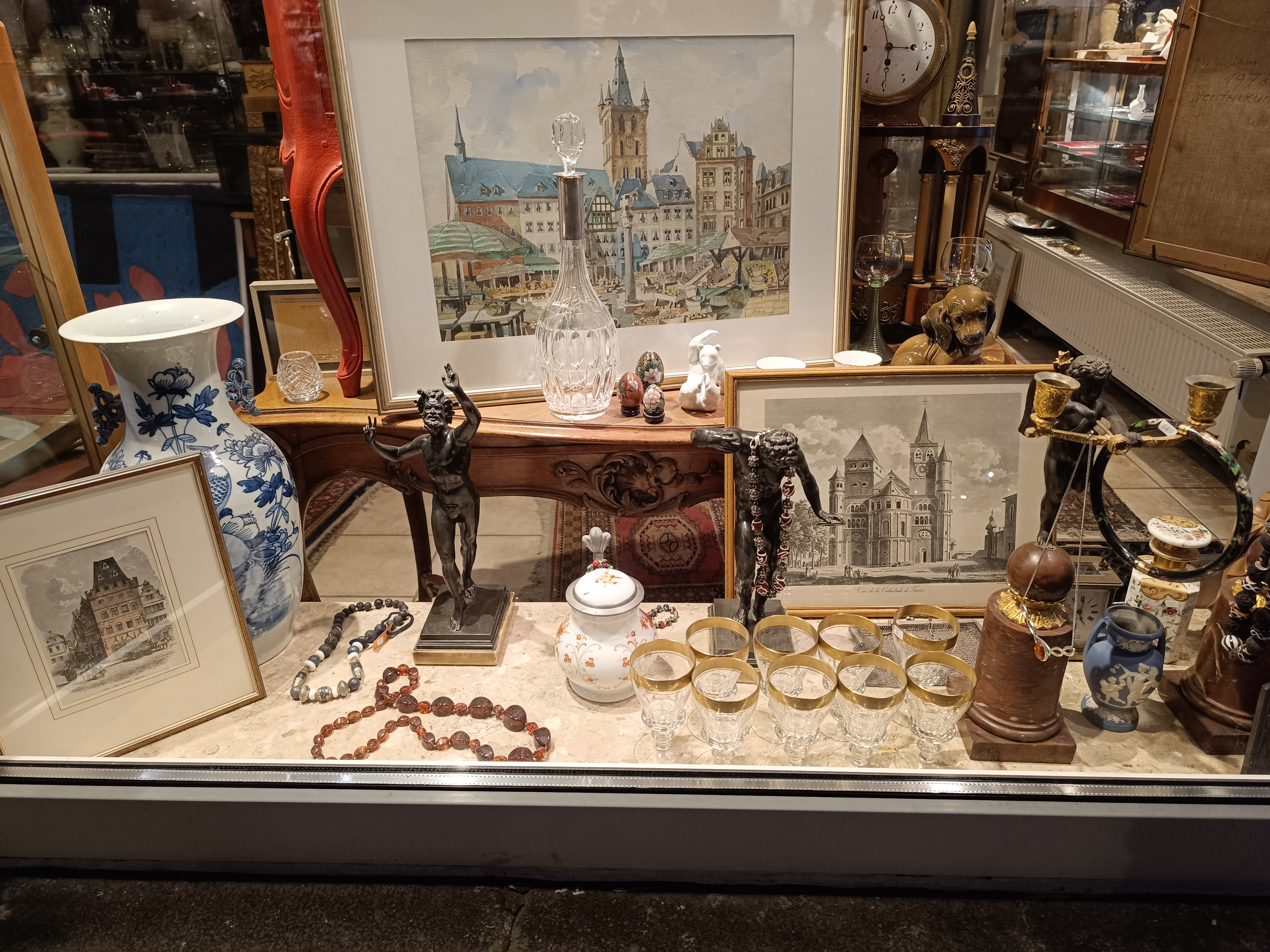
Escaparate de un anticuario en Tréveris, Alemania.

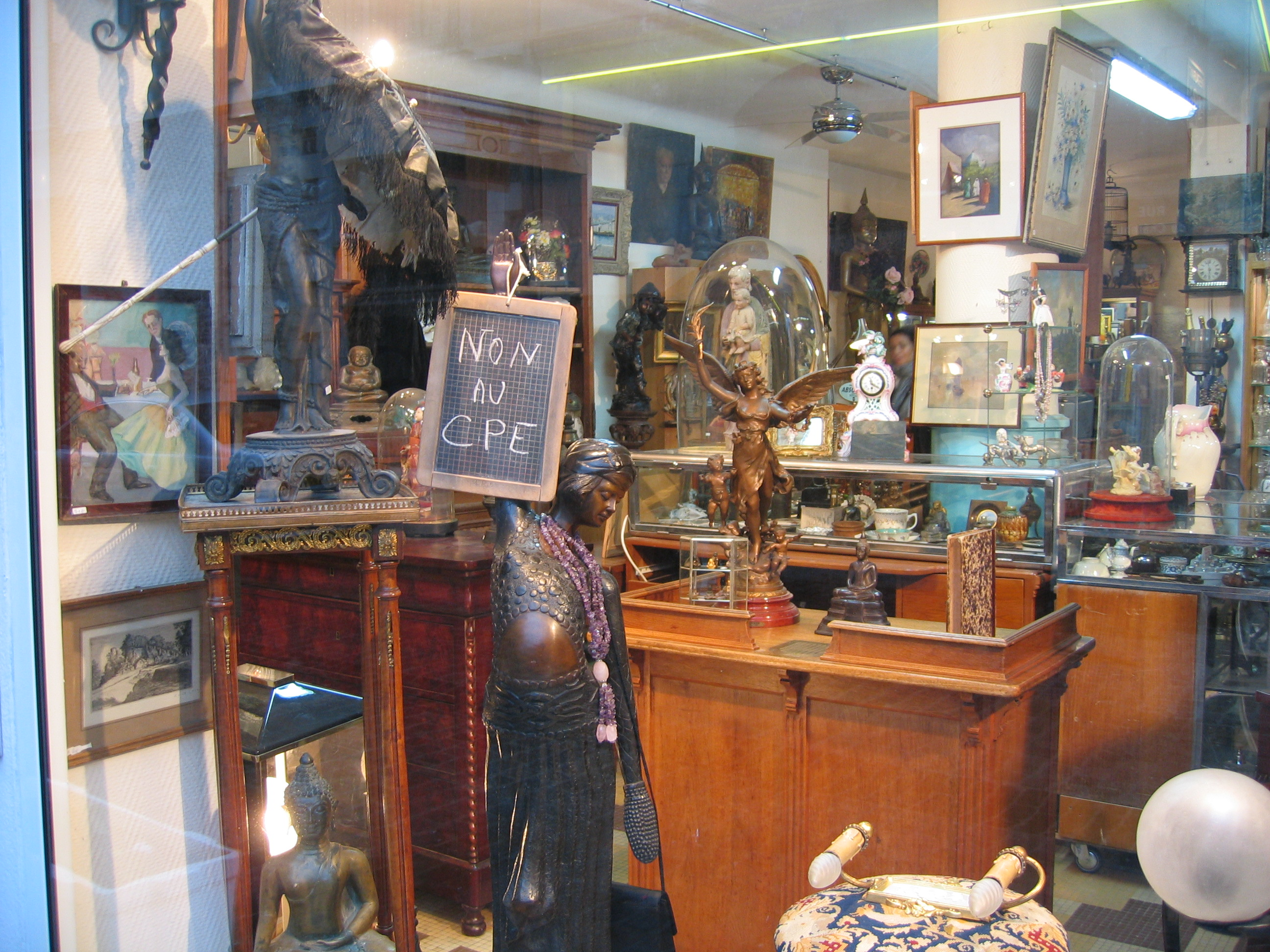
Tienda de antigüedades en Nantes, Francia.

Una tienda de antigüedades o anticuario es una tienda al por menor especializada en la venta de objetos antiguos. Su producto es normalmente suministrado por subastas, ventas del estado, búsquedas en los mercadillos, compra de casas a particulares por defunción o mudanza, etc. Los objetos vendidos en un anticuario van desde muebles a pintura, objetos de decoración, bisutería, libros, etc.
Muchos artículos pueden de hecho haber pasado por múltiples distribuidores de antigüedades a lo largo de la cadena del producto antes de llegar en una tienda al por menor. Por su propia naturaleza, en estos establecimientos se venden objetos raros y únicos, mientras que, a su vez, sus propietarios están dispuestos a comprar artículos, incluso a particulares. La calidad de estos objetos puede variar de muy baja a extremadamente alta y cara, dependiendo de la naturaleza y de la localización de la tienda. 
Muchas tiendas de antigüedades están agrupadas con frecuencia en ubicaciones próximas; en la misma localidad, como en muchos lugares en Nueva Inglaterra, en la misma calle por ejemplo en Portobello Road en Londres, o incluso todas debajo del mismo techo en un mercadillo, aunque en ese caso se les llama con frecuencia puesto que tienda, especialmente si ese comerciante posee otra tienda más grande en otro sitio. En otros casos, también se encuentran anticuarios en localizaciones aisladas, sobre todo, en el entorno rural que se nutren de adquisiciones realizadas en viviendas de la zona. Estos en particular suponen un aliciente añadido a los amantes de las antigüedades que deben desplazarse para encontrar un objeto determinado.
En función de su profesionalidad, el trabajo que ha realizado el anticuario sobre el objeto antes de ponerlo a la venta también varía mucho desde las completas restauraciones hasta la mera comercialización del objeto tal como lo ha recibido. En este sentido, los objetos bien restaurados alcanzan un precio más alto en el mercado que los otros si bien el consumidor debe estar prevenido frente a posibles adulteraciones realizadas con componentes ajenos al mueble o más modernos. 
Las tiendas de antigüedades pueden especializarse en un segmento particular de mercado como muebles o joyería antiguos, así como en un estilo determinado: rústico, urbano, mueble inglés o francés, modernismo, art decó, etc. Sin embargo, muchas tiendas exponen una amplia variedad de surtido también. Además, una tienda puede tener un componente de venta en línea adicional o incluso una venta en línea exclusiva sin poseer ninguna tienda física.

## Comprar en un anticuario

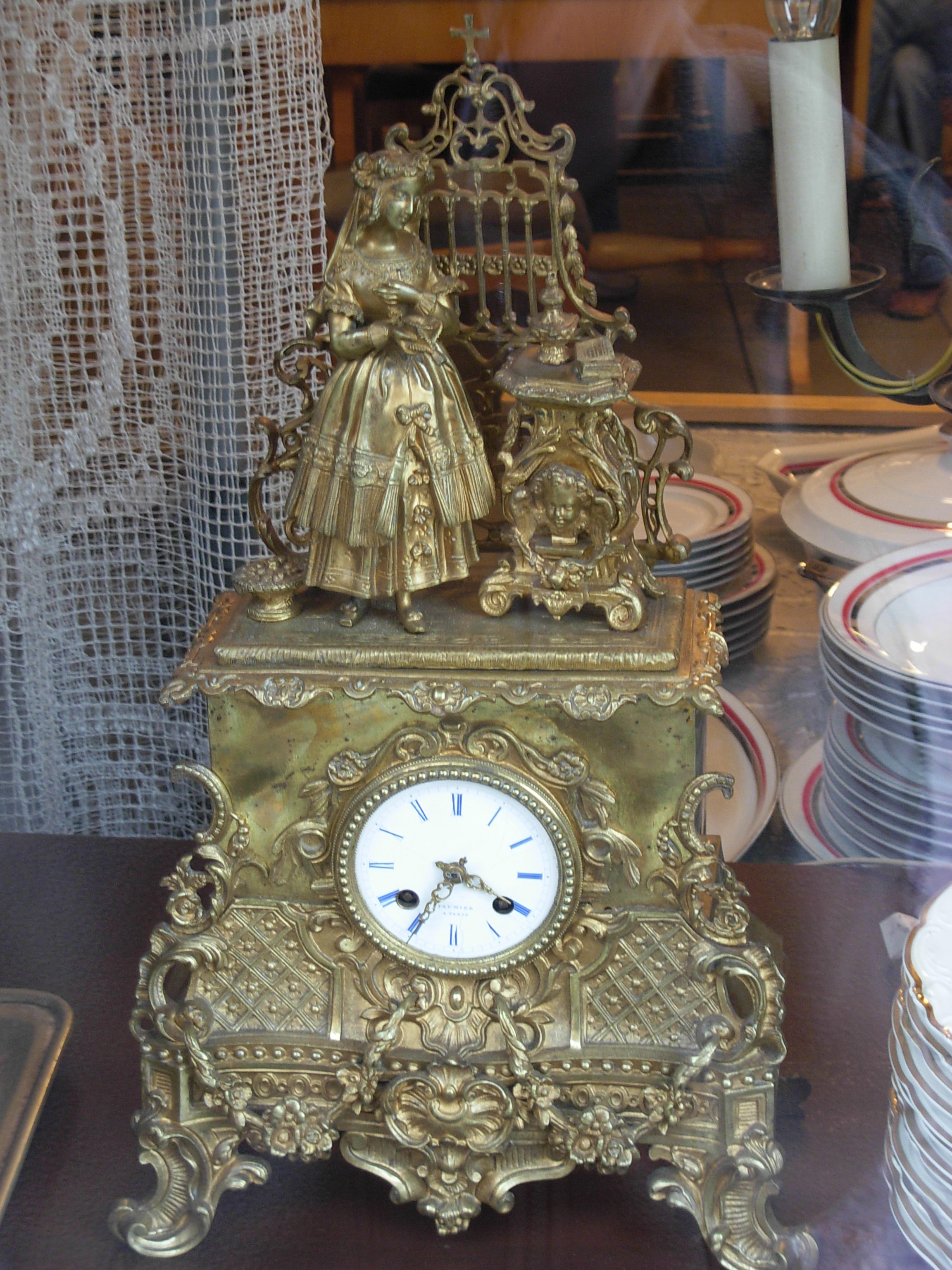
Reloj antiguo en un anticuario

Al resultar difícil encontrar un objeto exactamente igual en el mercado de venta en una localidad (debido a la naturaleza de la pieza, que en muchas ocasiones son piezas únicas o muy difíciles de encontrar), la decisión de su adquisición se realiza de forma rápida, de tal manera que para un coleccionista conocedor del tema, no pierda la oportunidad de poseerla . Debido a la naturaleza de los artículos comercializados, entrar en una tienda de antigüedades supone siempre una oportunidad de sorpresa, como la de tener la historia en tus propias manos. En muchas ocasiones, los coleccionistas y amantes de las antigüedades simplemente deambulan con los anticuarios llevados por el placer del descubrimiento adecuado a su colección. 
Una de las dificultades que experimentan los anticuarios en la actualidad consiste en la comercialización de muebles que fueron diseñados para grandes estancias cuando en la actualidad las viviendas son mucho menores que antes. Para adaptarse al mercado, muchos anticuarios están incluyendo en su oferta una sección de muebles nuevos con un estilo que imita a los antiguos. 
En las tiendas de antigüedades, se admite generalmente que el consumidor dé una vuelta para mirar, sin necesidad de dirigirse previamente al dependiente. Si no encuentra nada interesante, se entiende igualmente que se vaya sin haber comprado nada. A diferencia de otros comercios, los precios no suelen ser fijos admitiendo en la negociación un cierto grado de regateo. El precio final dependerá entonces de la antigüedad del objeto, su estado de conservación, su demanda, etc.